# プロメテウス (木)

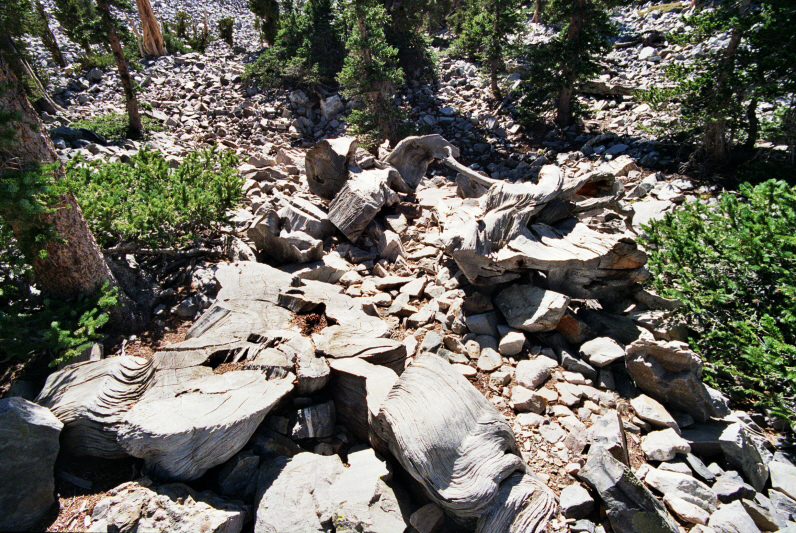
プロメテウスの切り株（左下）および遺留物（中央）。ベイカー近くのグレートベースン国立公園にある、ホイーラー・ピークのブリスルコーンパイン(Pinus longaeva)の森にある。

プロメテウス（英: Prometheus、別名 WPN-114）は、知られる限り最も長く生きた非クローン性の生物とされるブリスルコーンパイン(Pinus longaeva)の木。少なくとも4862年、おそらくは5000年以上の樹齢があったこの木は、アメリカ合衆国のネバダ州東にあるホイーラー・ピークの森林限界近くに生えていたが、1964年、当時ノースカロライナ大学チャペルヒル校の大学院生だったドナルド・ラスク・カリーと、合衆国林野局の職員が研究用に伐り倒してしまった。当人らは伐採するまでそれが世界最長寿の木だとは知らなかった。しかし伐採に至る経緯と意思決定の過程については、未だ見解の相違があり、基本的事実関係の認識について関係者全員が一致しているわけではない。この木の名は、火を神々から盗み人間に与えたという神話上の人物プロメテウスにちなんでいる。WPN-114 という名称は、この木の最初の研究者であり、この木を伐り倒したカリーが付けたもので、ネバダ州ホワイトパイン郡での彼の研究で 114 番目に調べられた木という意味である。

## 木について

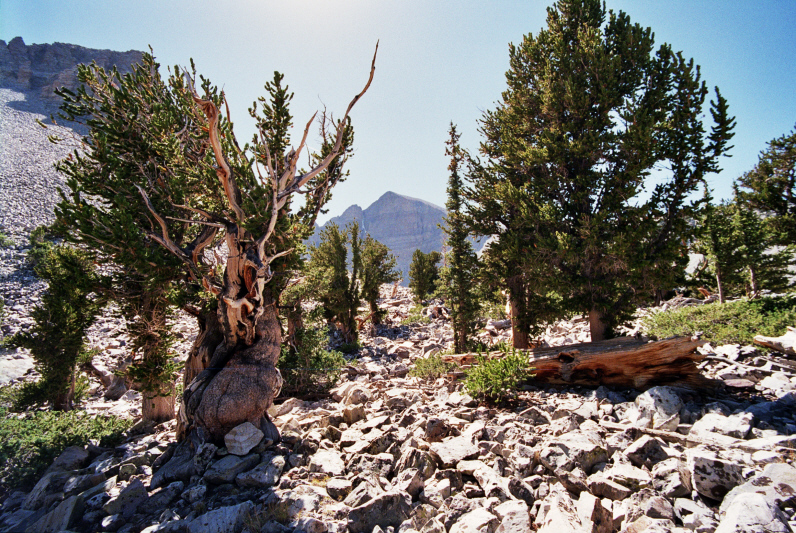
プロメテウスが生えていた森。遠くにホイーラー・ピークの切り立った山頂が見える。

ネバダ州東のグレートベースン国立公園のホイーラー・ピークには氷河の跡があり、そのモレーン上の森林限界の近くに生えていたブリスルコーンパインの森のうちの一本がプロメテウスだった。ホイーラー・ピークはスネーク・レンジのみならず全ネバダ州における最高峰である。この山のブリスルコーンパインの植生は、少なくとも 2 つのグループに明瞭に分けられる。すなわち一般的な山歩きコースとしてアクセス可能な区域と、そうでない区域であり、プロメテウスはその後者に生えていた。1958年と1961年、プロメテウスが生えている森に感嘆した博物学者らは、特に大きく独特と見える木々に番号をつけ、プロメテウスもその一本となった。
カリーは当初、プロメテウスの樹齢を少なくとも4844年と見積もった。2、3年後、アリゾナ大学年輪研究所のドナルド・グレイビルは、これを4862年と見積もった。しかしこれらの年輪は、元の発芽位置から約 2.5 メートル上の幹の横断面を数えたものである。なぜならそこから下の部分は中心部の年輪が失われていたためだ。グレイビルの4862年という数字に加え、その高さまで成長するのに要したであろう年数、年輪が形成されなかった年数（この森林限界における樹木の成長では珍しいことではない）も加味すると、伐採された時点で樹齢は少なくとも5000年を超えていた可能性がある。そうだとすると、プロメテウスはかつて知られた限り最長寿のユニタリー（非クローン）生物であり、カリフォルニア州ホワイトマウンテンズにあるメトシェラをも200-300年上回る。
プロメテウスを、知られる限り最長寿の生物とみなすかどうかは、「寿命」と「生物」をどう定義するかによる。全てのクローン生物も範囲に含めるならば、クレオソートブッシュやヤマナラシのようなある種のクローン生物には、より寿命の長い個体もあり得る。この基準に従えば、今生きているうちで最も寿命が長いのは、ユタ州のパンドと呼ばれるアメリカヤマナラシの茂みであり、これは8万年前から生きている可能性がある。しかしクローン生物において、各々のクローンされた茎に「老化」という概念はあてはまらず、いかなる時点のいかなる部位についても特に「老化している」と言うことはできない。かくして、プロメテウスは知られる限り最も寿命の長い非クローン生物であり、中心から数えて4862年分以上の年輪を有していた。

## 伐採

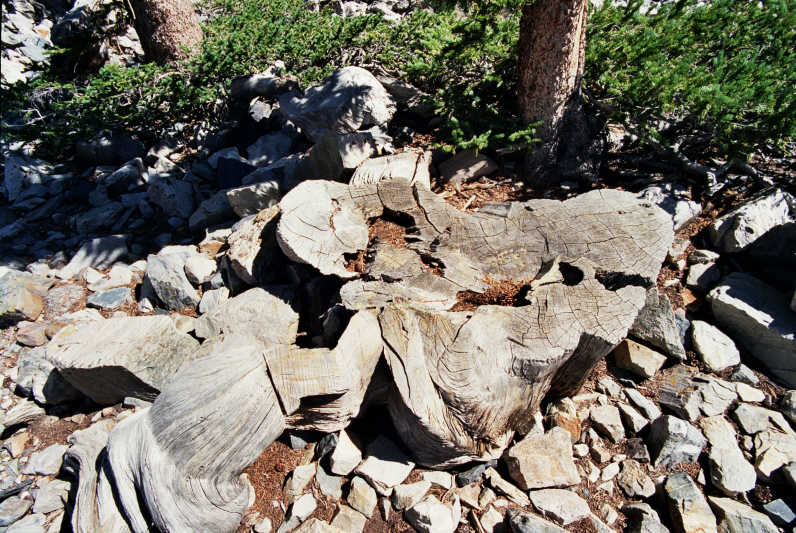
プロメテウスの切り株

1950年代に年輪年代学の研究者らは、最も長く生きている木を見つけ出そうと活発な調査を行なった。というのも、そうした年輪の分析は様々な研究目的に応用可能だからであり、具体的には過去の気候の評価、考古遺跡の年代測定、そして生命が潜在的に持つ最大寿命はいかほどかという基本的な科学的問題に対する取り組みといったものが挙げられる。エドワード・シュルマンは、カリフォルニアのホワイトマウンテンズに生えているものに限らず、ブリスルコーンパインは知られている限りで最も長く生きる種であることを発見した。これにより、シュルマンが1957年に4700歳以上と見積もったメトシェラより長寿の、ブリスルコーンパインの古樹を発見しようという興味が一気に掻き立てられた。
ドナルド・ラスク・カリーは当時、ノースカロライナ大学チャペルヒル校の大学院生で、年輪年代学で小氷期の気候変化を研究していた。1963年に彼はスネーク・レンジにおけるブリスルコーンの個体群全般、特にホイーラー・ピークのものに着目するようになった。いくつかの木のサイズ、成長速度、成長形態から、彼はその山には非常の樹齢の長い標本があることを確信するに至り、いくつかの木からコア・サンプルを採り、それらが樹齢3000年を超えることを発見した。しかし WPN-114 からは他の木と同じようにコア・サンプルを得ることができなかった。ここから、話が食い違ってくる。コア・サンプルを採る代わりに木を伐り倒して輪切りにしたのは、カリーがそう望んだからか、森林局の職員がそう勧めたからかは明らかでない。またコア・サンプルを得られなかった理由もはっきりしない。一説には、唯一の長いボーリング機を壊してしまい（あるいは抜けなくなってしまい）、その調査期間末まで代わりを調達できなかったのだという。他にも、2個あったボーリング機を両方壊してしまったとか、コア・サンプルを採るのが難しすぎたとか、コア・サンプルだけでは木の輪切りほど決定的な情報が得られないからといった話が出されている。
加えて、ホイーラー・ピークの森においてプロメテウスがどれだけ目立っていたかについても見解が分かれている。伐採を決めたカリーや森林局の職員は、プロメテウスはその森に数多くあった大きな古樹の一本に過ぎなかったと断言している。しかし伐採の決定と実行に関わった者のうち少なくとも一人は、プロメテウスは目に見えて独特で、その一帯の他の木よりも明らかに古かったと確信している。関係者の少なくとも一人が言うところには、カリーも当時はそれを認めており（カリー自身は否定しているが）、他のメンバーらは、外見で判断する限りプロメテウスは他より明らかにとても古い木だと議論していたそうである。
他にも不明瞭な点として、カリーの研究領域を考えると、このような古樹をなぜ伐り倒す必要があったのかという事がある。小氷期が始まったのは高々600年前であり、彼はその期間に関していくらでも他の多くの木からデータを得ることができたであろう。しかし1965年の『Ecology』誌に掲載されたカリーの原報 (original report) において、彼は小氷期を紀元前2000年から現代までとし、現在受け入れられている説よりはるかに長い期間を設定している。これが当時の主流の説だったかどうかは不明である。この論文で、カリーは木を伐り倒した理由として、小氷期の研究に有用であるという点に加えて、（年輪年代学者らが議論していたように）これほど長寿のブリスルコーンパインはカリフォルニアのホワイトマウンテンズに限って見られるものなのか調べたかったという点を挙げた。
ともあれ理由は何であれ、プロメテウスは1964年8月に伐り倒されて輪切りにされ、まずはカリーが、後年には他の研究者らがそれらのいくつかを持ち出して調査した。最終的に輪切りやその欠片は様々な場所に落ち着き、それには例えばグレートベースン国立公園ビジター・センター、イーリー・コンベンション・センター（ネバダ州イーリー）、アリゾナ大学年輪研究所（アリゾナ州ツーソン）、合衆国森林局の森林遺伝学研究所（カリフォルニア州プラサービル）など、一般に公開された施設もある。

## 影響
プロメテウスを伐り倒したことは、ブリスルコーンパイン全般の、特にホイーラー・ピークの森の保護運動に重要な影響を及ぼした言われている。山および隣接する地域の保護運動はこの事件の前から続けられていたもので、事件から22年後、この地域は国立公園に指定された。